# Guyanapepervreter
De Guyanapepervreter (Selenidera piperivora) is een vogel uit de familie van de toekans (Ramphastidae). De wetenschappelijke naam van de soort werd als Ramphastos piperivorus in 1758 gepubliceerd door Carl Linnaeus.

## Verspreiding en leefgebied
Deze soort komt voor in het noordoostelijk Amazonebekken van zuidoostelijk Venezuela tot de Guiana's en noordelijk Brazilië ten noorden van de Amazonerivier.

## Status
De grootte van de populatie is niet gekwantificeerd maar de soort wordt omschreven als niet algemeen voorkomend. Op de Rode lijst van de IUCN heeft deze soort de status niet bedreigd.

## Externe link

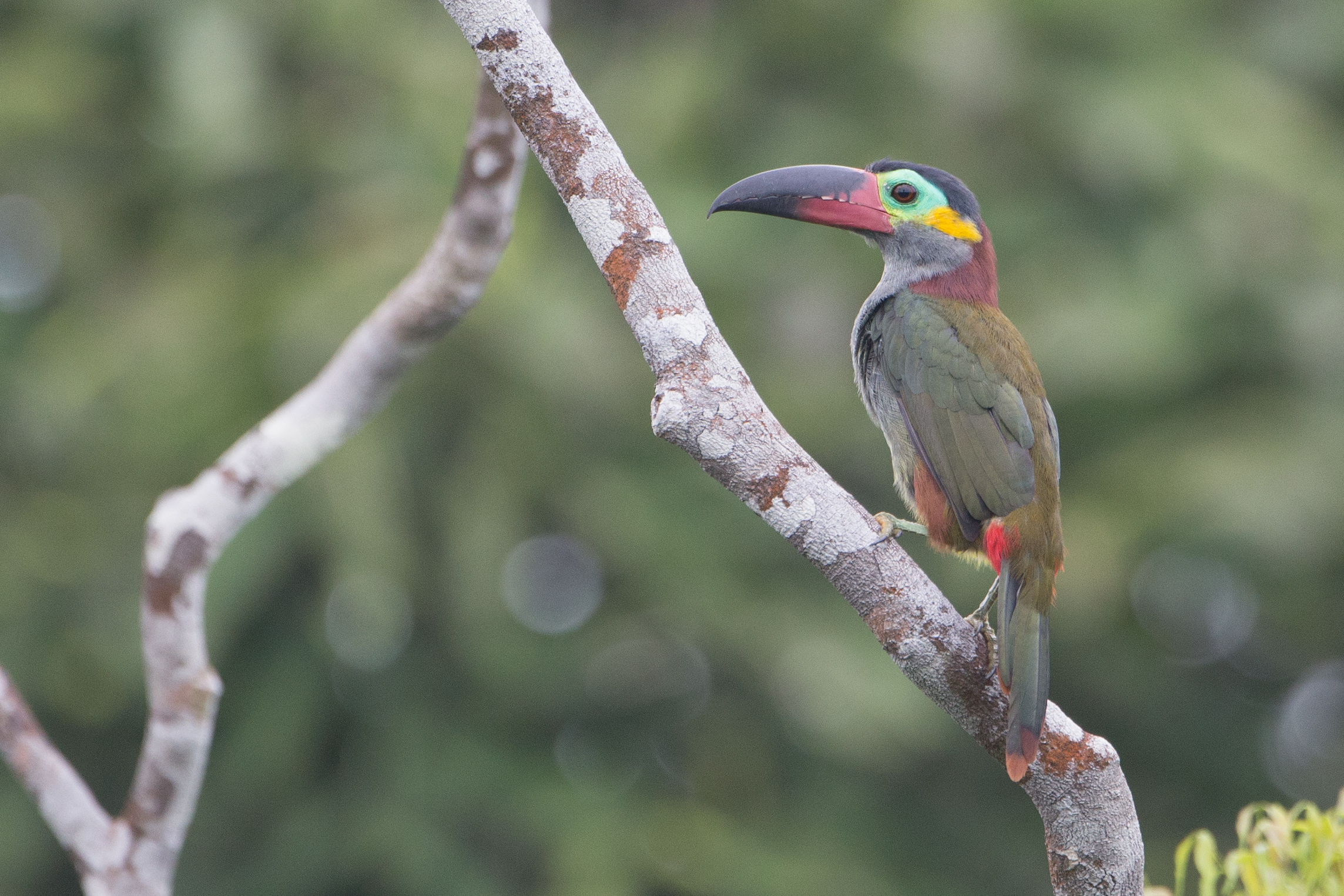